# Мадам Паутина (саундтрек)
«Мада́м Паути́на» (оригинальный саундтрек) — саундтрек к американскому супергеройскому фильму 2024 года «Мадам Паутина» режиссёра Эс Джей Кларксон, экранизация комиксов Marvel о Мадам Паутине и четвёртая картина в медиафраншизе «Вселенная Человека-паука от Sony».

## Разработка
В ноябре 2023 года стало известно, что композитор Йохан Содерквист, работавший с Эс Джей Кларксон над сериалом «Анатомия скандала» 2022 года, создал саундтрек к её фильму «Мадам Паутина».

## Список композиций
Вся музыка написана Йоханом Содерквистом.
| №                   | Название                         | Длительность |
| ------------------- | -------------------------------- | ------------ |
| 1.                  | «Peru-73»                        | 3:10         |
| 2.                  | «Las Arañas»                     | 1:07         |
| 3.                  | «Forgiveness / The Waver, No. 1» | 2:29         |
| 4.                  | «Cassie Walks Home»              | 0:55         |
| 5.                  | «Poisoned»                       | 1:24         |
| 6.                  | «The Bird»                       | 2:28         |
| 7.                  | «O’Neil»                         | 1:44         |
| 8.                  | «Where are They?»                | 1:36         |
| 9.                  | «Box of Memories»                | 1:26         |
| 10.                 | «The Fight»                      | 2:00         |
| 11.                 | «Drowning»                       | 2:00         |
| 12.                 | «Ezekiel»                        | 2:34         |
| 13.                 | «Glimpses of the Future»         | 0:59         |
| 14.                 | «The Chase»                      | 1:22         |
| 15.                 | «Alone in the Woods»             | 2:34         |
| 16.                 | «Going to Peru»                  | 2:25         |
| 17.                 | «Getaway»                        | 1:51         |
| 18.                 | «Anya’s Story»                   | 1:18         |
| 19.                 | «Cassie is Leaving»              | 1:33         |
| 20.                 | «Encountering Evil»              | 2:15         |
| 21.                 | «Ezekiel Hunts them Down»        | 1:28         |
| 22.                 | «The Cave»                       | 1:28         |
| 23.                 | «We have to Go»                  | 1:48         |
| 24.                 | «Searching for Answers»          | 1:14         |
| 25.                 | «The Ambulance»                  | 1:39         |
| 26.                 | «The Message»                    | 1:28         |
| 27.                 | «Code Thirty»                    | 1:42         |
| 28.                 | «Fireworks»                      | 2:18         |
| 29.                 | «Ezekiel and Cassie»             | 1:01         |
| 30.                 | «The Waver, No. 2»               | 0:39         |
| 31.                 | «Aftermath»                      | 1:29         |
| 32.                 | «Madame Web»                     | 1:58         |
| Общая длительность: | Общая длительность:              | 54:02        |

## Другие композиции
В фильме звучат и другие песни, а именно:
- «Miles Away[англ.]» группы Yeah Yeah Yeahs
- «La Púrpura de la Rosa: 3. ¿Tú Eres Venus?» исполнительницы Грасиэлы Оддоне
- «Scandalous (StarGate Radio Mix)[англ.]» группы Mis-Teeq
- «Bitch[англ.]» исполнительницы Мередит Брукс
- «Toxic» исполнительницы Бритни Спирс
- «I Think We’re Alone Now» исполнительницы Тиффани Дарвиш
- «Dreams» группы The Cranberries